# Giải bóng đá hạng ba quốc gia Cộng hòa Síp 1985–86
Giải bóng đá hạng ba quốc gia Cộng hòa Síp 1985–86 là mùa giải thứ 15 của giải bóng đá hạng ba Cộng hòa Síp. APEP FC giành danh hiệu đầu tiên.

## Thể thức thi đấu
Có 14 đội bóng tham gia Giải bóng đá hạng ba quốc gia Cộng hòa Síp 1985–86. Tất cả các đội thi đấu với nhau hai lần, một ở sân nhà và một ở sân khách. Đội bóng nhiều điểm nhất vào cuối mùa giải sẽ là đội vô địch. Ba đội đầu bảng sẽ lên chơi ở Giải bóng đá hạng nhì quốc gia Cộng hòa Síp 1986–87.

### Hệ thống điểm
Các đội bóng nhận được 2 điểm cho một trận thắng, 1 điểm cho một trận hòa và 0 điểm cho một trận thua.

## Bảng xếp hạng
| Vị thứ | Đội bóng                   | St. | T. | H. | B. | BT. | BB. | BT. | Đ  | Ghi chú                                                                 |
| ------ | -------------------------- | --- | -- | -- | -- | --- | --- | --- | -- | ----------------------------------------------------------------------- |
| 1      | APEP FC                    | 26  |    |    |    | 53  | 18  | +35 | 38 | Vô địch-Thăng hạng Giải bóng đá hạng nhì quốc gia Cộng hòa Síp 1986–87. |
| 2      | Digenis Akritas Ipsona     | 26  |    |    |    | 58  | 28  | +30 | 37 | Thăng hạng Giải bóng đá hạng nhì quốc gia Cộng hòa Síp 1986–87.         |
| 3      | Onisilos Sotira            | 26  |    |    |    | 51  | 27  | +24 | 36 | Thăng hạng Giải bóng đá hạng nhì quốc gia Cộng hòa Síp 1986–87.         |
| 4      | Chalkanoras Idaliou        | 26  |    |    |    | 49  | 35  | +14 | 32 |                                                                         |
| 5      | Ethnikos Defteras          | 26  |    |    |    | 34  | 21  | +13 | 32 |                                                                         |
| 6      | AEK Katholiki              | 26  |    |    |    | 33  | 37  | -4  | 26 |                                                                         |
| 7      | Digenis Akritas Morphou FC | 26  |    |    |    | 19  | 30  | -11 | 25 |                                                                         |
| 8      | AEM Morphou                | 26  |    |    |    | 26  | 37  | -11 | 24 |                                                                         |
| 9      | Neos Aionas Trikomou       | 26  |    |    |    | 34  | 39  | -5  | 23 |                                                                         |
| 10     | Ethnikos Assia FC          | 26  |    |    |    | 21  | 31  | -10 | 23 |                                                                         |
| 11     | Kentro Neotitas Maroniton  | 26  |    |    |    | 38  | 50  | -12 | 21 |                                                                         |
| 12     | ASO Ormideia               | 26  |    |    |    | 32  | 44  | -12 | 20 |                                                                         |
| 13     | Elpida Xylofagou           | 26  |    |    |    | 27  | 52  | -25 | 15 |                                                                         |
| 14     | AEK Kythreas               | 26  |    |    |    | 26  | 45  | -19 | 12 |                                                                         |

Hệ thống điểm: Thắng=2 điểm, Hòa=1 điểm, Thua=0 điểm
Luật xếp hạng: 1) Điểm, 2) Hiệu số, 3) Bàn thắng